# یجنه

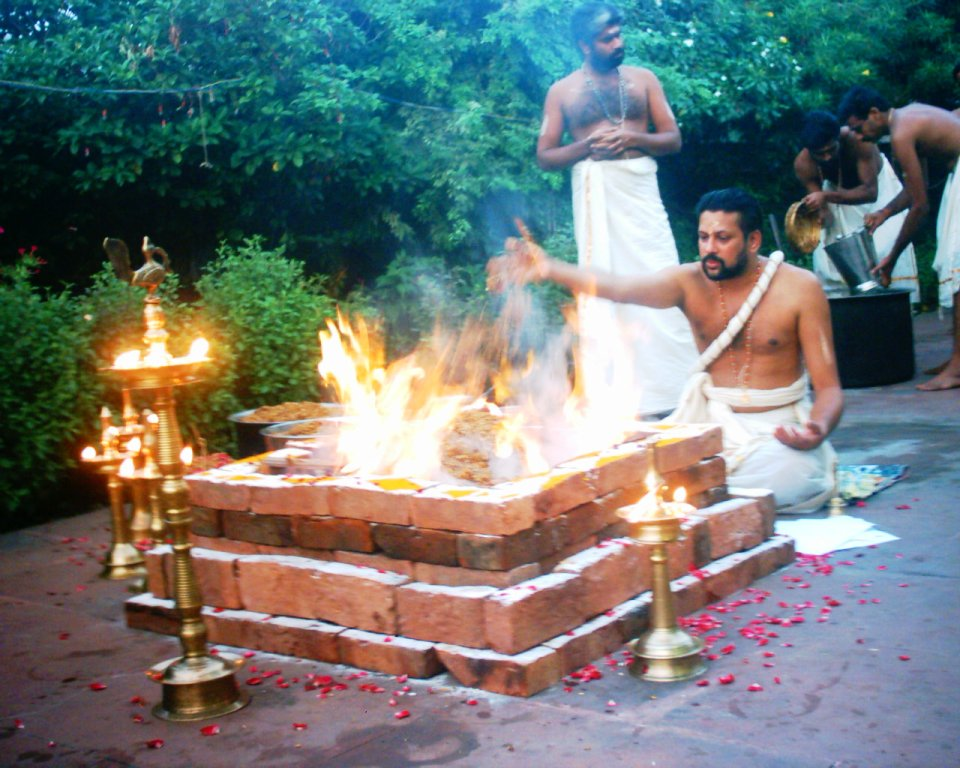
انجام یجمه در هند

یجنه (سانسکریت: यज्ञ، آوانگاری: yajñá، ت. «sacrifice, devotion, worship, offering») در هندوئیسم به هر  آیینی اشاره می کند که در مقابل آتش مقدس انجام می شود ، اغلب با مانتراها. یجنه یک سنت ودایی (وداها) بوده است ، که در لایه ای از ادبیات ودایی به نام براهمنه‌ها ، و همچنین یاجورودا شرح داده شده است.